# Naprepa elongata
Naprepa elongata är en fjärilsart som beskrevs av William Schaus 1901. Naprepa elongata ingår i släktet Naprepa och familjen silkesspinnare. Inga underarter finns listade i Catalogue of Life.